# Rautavaara

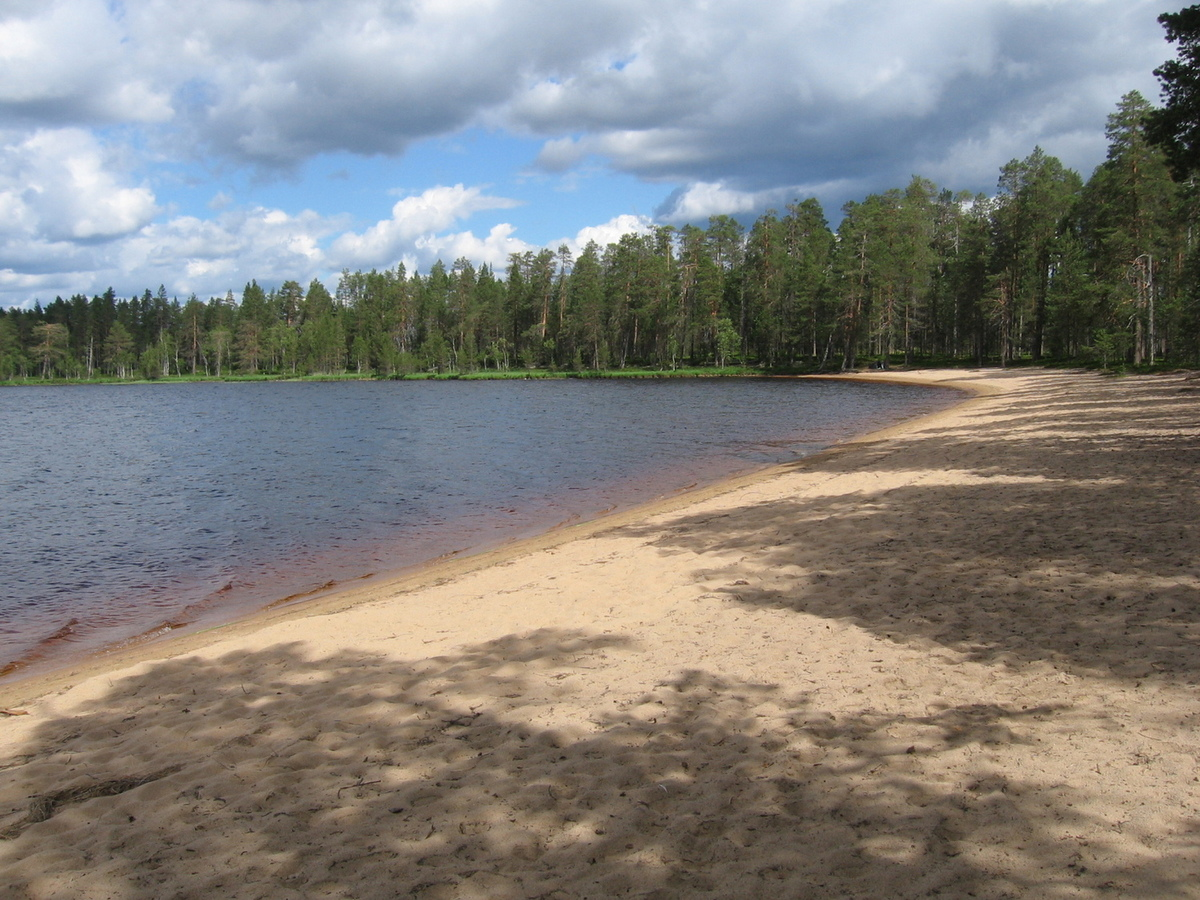
Tiilikkajärven kansallispuisto

Rautavaara ist eine Gemeinde im Osten Finnlands.

## Geografie
Rautavaara liegt im Nordosten der Landschaft Nordsavo. Die Gemeinde hat 1477 Einwohner (Stand 31. Dezember 2022) auf einer Fläche von 1.235 Quadratkilometern. Rautavaara ist einsprachig finnisch.
Die Gemeinde befindet sich 100 Kilometer entfernt vom Ort Kuopio. In der Nähe liegt der Nationalpark Tiilikkajärvi.

## Politik

### Gemeinderat
Bei der Kommunalwahl 2017 errangen die bäuerlich-liberale Zentrumspartei und das Linksbündnis mit jeweils 5 von 17 Sitzen die meisten Abgeordneten. Knapp dahinter folgen die Sozialdemokraten mit vier Mandaten. Ebenfalls im Gemeinderat vertreten sind die Christdemokraten mit zwei Abgeordneten und die rechtspopulistischen Wahren Finnen mit einem Abgeordneten.
| Partei                   | Wahlergebnis 2017 | Sitze  |
| ------------------------ | ----------------- | ------ |
| Finnische Zentrumspartei | 27,0 % (−6,7)     | 5 (−1) |
| Linksbündnis             | 25,4 % (−1,0)     | 5 (±0) |
| Sozialdemokraten         | 21,0 % (+1,3)     | 4 (+1) |
| Christdemokraten         | 19,1 % (+19,1)    | 2 (+2) |
| Wahre Finnen             | 7,5 % (−9,9)      | 1 (−2) |